# Pseudostichopus echinatus
Pseudostichopus echinatus is een zeekomkommer uit de familie Synallactidae.
De wetenschappelijke naam van de soort werd in 1992 gepubliceerd door A.S. Thandar.